# Železniška postaja Gornje Ležeče
Železniška postaja Gornje Ležeče je ena izmed železniških postaj v Sloveniji, ki oskrbuje bližnje naselje Gornje Ležeče.